# NGC 5768
NGC 5768 este o hi (21cm) source⁠(d) situată în constelația Balanța. A fost descoperită în 14 aprilie 1785 de către William Herschel. Se află la o distanță de 29,8 de megaparseci de Pământ.